# Championnat d'Islande de football 2022
Navigation
Pepsi-deild 2021 Besta deild 2023
La saison 2022 de Besta deild est la cent-onzième édition de la première division de football d'Islande, qui constitue le premier échelon national islandais et oppose 12 clubs professionnels, à savoir les dix premiers de la saison 2021, ainsi que les deux premiers de la deuxième division islandaise de 2021.
Ce championnat comprend une première phase avec vingt-deux journées, les clubs s'affrontant deux fois en matches aller-retour. Le championnat est ensuite scindé en deux avec une poule championnat et une poule de relégation. Víkingur Reykjavik défend son titre.
Le Breiðablik Kópavogur est sacré champion d'Islande pour la 2e fois de son histoire, remportant le titre à la 24e journée.

## Les 12 clubs participants
| \| Reykjavik: · Breiðablik · FH · Fram · KR · Stjarnan · Valur Reykjavik · Víkingur · Leiknir Reykjavik Reykjavik KA Akureyri ÍA Akranes ÍBK Keflavík ÍB Vestmannaeyja \| Localisation des clubs islandais. |
| Reykjavik: · Breiðablik · FH · Fram · KR · Stjarnan · Valur Reykjavik · Víkingur · Leiknir Reykjavik Reykjavik KA Akureyri ÍA Akranes ÍBK Keflavík ÍB Vestmannaeyja                                         |

La majorité des clubs disputant le championnat sont basés dans l'agglomération de la capitale Reykjavik.
Liste des clubs de Besta deild 2022
| Équipe                   | Ville          | Stade              | Capacité | Fondation |
| ------------------------ | -------------- | ------------------ | -------- | --------- |
| ÍA Akranes               | Akranes        | Norðurálsvöllurinn | 3 054    | 1946      |
| KA Akureyri              | Akureyri       | Akureyrarvöllur    | 1 645    | 1928      |
| Breiðablik Kópavogur     | Kópavogur      | Kópavogsvöllur     | 3 009    | 1950      |
| FH Hafnarfjörður         | Hafnarfjörður  | Kaplakrikavöllur   | 6 450    | 1929      |
| Fram Reykjavik           | Reykjavík      | Laugardalsvöllur   | 9 800    | 1908      |
| ÍBK Keflavík             | Keflavík       | Keflavíkurvöllur   | 4 957    | 1956      |
| Leiknir Reykjavik        | Reykjavik      | Leiknisvöllur      | 1 025    | 1973      |
| Ungmennafélagið Stjarnan | Garðabær       | Samsung völlurinn  | 1 440    | 1960      |
| KR Reykjavik             | Reykjavik      | Alvogenvöllurinn   | 3 333    | 1899      |
| Valur Reykjavik          | Reykjavik      | Valsvöllur         | 2 464    | 1911      |
| Víkingur Reykjavik       | Reykjavik      | Víkingsvöllur      | 1 848    | 1908      |
| ÍBV Vestmannaeyjar       | Vestmannaeyjar | Hásteinsvöllur     | 2 300    | 1903      |

## Compétition

### Règlement
La distribution des points se fait tel que suit :
- 3 points en cas de victoire
- 1 point en cas de match nul
- 0 point en cas de défaite

En cas d'égalité, les équipes sont départagées selon les critères suivants dans cet ordre :
- Différence de buts générale
- Nombre de buts marqués
- Fair-play

### Classement
| Rang | Équipe                   | Pts | J  | G  | N  | P  | Bp | Bc | Diff |
| ---- | ------------------------ | --- | -- | -- | -- | -- | -- | -- | ---- |
| 1    | Breiðablik Kópavogur     | 51  | 22 | 16 | 3  | 3  | 55 | 23 | +32  |
| 2    | Víkingur Reykjavik T S   | 43  | 22 | 12 | 7  | 3  | 58 | 32 | +26  |
| 3    | KA Akureyri              | 43  | 22 | 13 | 4  | 4  | 45 | 26 | +19  |
| 4    | Valur Reykjavik          | 32  | 22 | 9  | 5  | 8  | 38 | 32 | +6   |
| 5    | KR Reykjavik             | 31  | 22 | 7  | 10 | 5  | 37 | 34 | +3   |
| 6    | Ungmennafélagið Stjarnan | 31  | 22 | 8  | 7  | 7  | 40 | 42 | -2   |
| 7    | ÍBK Keflavík             | 28  | 22 | 8  | 4  | 10 | 39 | 40 | -1   |
| 8    | Fram Reykjavik P         | 25  | 22 | 5  | 10 | 7  | 44 | 51 | -7   |
| 9    | ÍBV Vestmannaeyjar P     | 20  | 22 | 4  | 8  | 10 | 33 | 44 | -11  |
| 10   | Leiknir Reykjavik        | 20  | 22 | 5  | 5  | 12 | 21 | 49 | -28  |
| 11   | FH Hafnarfjörður L       | 19  | 22 | 4  | 7  | 11 | 27 | 35 | -8   |
| 12   | ÍA Akranes               | 15  | 22 | 3  | 6  | 13 | 24 | 53 | -29  |

|  | Qualification pour la poule championnat |
|  | Qualification pour la poule relégation |
|  | T : Tenant du titre C : Vainqueur de la Coupe d'Islande 2022 L : Vainqueur de la Coupe de la Ligue islandaise 2022 S : Vainqueur de la Supercoupe d'Islande 2022 P : Promu de 1. deild |

### Résultats
| Résultats (▼dom., ►ext.)                                   | IAA | AKU | BRE | HAF | FRA | IBK | VES | KRR | LEI | STI | VAL | VIK |
| ÍA Akranes                                                 |     | 0-3 | 1-5 | 1-1 | 0-4 | 0-2 | 2-1 | 4-4 | 1-2 | 0-3 | 1-2 | 3-0 |
| KA Akureyri                                                | 3-0 |     | 2-1 | 1-0 | 2-2 | 3-2 | 4-3 | 0-1 | 1-0 | 0-2 | 1-1 | 2-3 |
| Breiðablik Kópavogur                                       | 3-1 | 4-1 |     | 3-0 | 4-3 | 4-1 | 3-0 | 4-0 | 4-0 | 3-2 | 1-0 | 1-1 |
| FH Hafnarfjörður                                           | 6-1 | 0-3 | 0-0 |     | 4-2 | 4-1 | 2-0 | 2-3 | 2-2 | 1-1 | 2-2 | 0-3 |
| Fram Reykjavik                                             | 1-1 | 2-2 | 0-2 | 1-0 |     | 4-8 | 3-3 | 1-4 | 4-1 | 2-2 | 3-2 | 3-3 |
| ÍBK Keflavík                                               | 0-1 | 1-3 | 2-3 | 2-1 | 3-1 |     | 3-3 | 0-0 | 3-0 | 2-2 | 0-1 | 0-3 |
| ÍBV Vestmannaeyjar                                         | 0-0 | 0-3 | 0-0 | 4-1 | 2-2 | 2-2 |     | 1-2 | 1-1 | 2-1 | 3-2 | 0-3 |
| KR Reykjavik                                               | 3-3 | 0-0 | 0-1 | 0-0 | 1-1 | 1-0 | 4-0 |     | 1-1 | 3-1 | 3-3 | 0-3 |
| Leiknir Reykjavik                                          | 1-0 | 0-5 | 1-2 | 0-0 | 1-2 | 1-2 | 1-4 | 4-3 |     | 0-3 | 1-0 | 0-0 |
| Ungmennafélagið Stjarnan                                   | 2-2 | 2-4 | 5-2 | 2-1 | 1-1 | 0-2 | 1-0 | 1-1 | 0-3 |     | 1-0 | 2-2 |
| Valur Reykjavik                                            | 4-0 | 0-1 | 3-2 | 2-0 | 1-1 | 0-3 | 2-1 | 2-1 | 2-1 | 6-1 |     | 1-3 |
| Víkingur Reykjavik                                         | 3-2 | 2-1 | 0-3 | 2-1 | 4-1 | 4-1 | 2-2 | 2-2 | 9-0 | 4-5 | 2-2 |     |
| - Victoire à domicile - Match nul - Victoire à l'extérieur |     |     |     |     |     |     |     |     |     |     |     |     |

### Poule championnat
Les six premiers de la saison régulière se retrouvent dans une poule pour déterminer le champion, les équipes emportent les points acquis lors de la première phase. Le premier est déclaré champion d'Islande, les deux équipes suivantes, outre le vainqueur de la Coupe, sont qualifiées pour la Ligue Europa Conférence.
| Rang | Équipe                   | Pts | J  | G  | N  | P  | Bp | Bc | Diff |
| ---- | ------------------------ | --- | -- | -- | -- | -- | -- | -- | ---- |
| 1    | Breiðablik Kópavogur     | 63  | 27 | 20 | 3  | 4  | 66 | 27 | +39  |
| 2    | KA Akureyri              | 53  | 27 | 16 | 5  | 5  | 54 | 30 | +24  |
| 3    | Víkingur Reykjavik T S C | 48  | 27 | 13 | 9  | 5  | 66 | 41 | +25  |
| 4    | KR Reykjavik             | 38  | 27 | 9  | 11 | 7  | 42 | 40 | +2   |
| 5    | Ungmennafélagið Stjarnan | 37  | 27 | 10 | 7  | 12 | 44 | 52 | -8   |
| 6    | Valur Reykjavik          | 35  | 27 | 10 | 5  | 12 | 46 | 44 | +2   |

|  | Qualification pour la Ligue des champions de l'UEFA 2023-2024                                    |
|  | Qualification pour la Ligue Europa Conférence 2023-2024                                          |
|  | T : Tenant du titre C : Vainqueur de la Coupe d'Islande 2022 P : Club promu de deuxième division |

#### Matchs
| Résultats (▼dom., ►ext.) | AKU | BRE | KRR | STI | VAL | VIK |
| KA Akureyri              |     | 1-2 | 1-0 |     | 2-0 |     |
| Breiðablik Kópavogur     |     |     | 0-1 | 3-0 |     | 1-0 |
| KR Reykjavik             |     |     |     | 0-2 | 2-1 |     |
| Ungmennafélagið Stjarnan | 0-3 |     |     |     |     | 2-1 |
| Valur Reykjavik          |     | 2-5 |     | 3-0 |     |     |
| Víkingur Reykjavik       | 2-2 |     | 2-2 |     | 3-2 |     |

### Poule relégation
Les six derniers de la saison régulière se retrouvent dans une poule en emportant les points acquis lors de la première phase. Les deux dernières équipes sont reléguées en deuxième division.
| Rang | Équipe               | Pts | J  | G  | N  | P  | Bp | Bc | Diff |
| ---- | -------------------- | --- | -- | -- | -- | -- | -- | -- | ---- |
| 1    | ÍBK Keflavík         | 37  | 27 | 11 | 4  | 12 | 56 | 48 | +8   |
| 2    | Fram Reykjavik P     | 31  | 27 | 7  | 10 | 10 | 53 | 63 | -10  |
| 3    | ÍBV Vestmannaeyjar P | 32  | 27 | 8  | 8  | 11 | 43 | 50 | -7   |
| 4    | FH Hafnarfjörður L   | 25  | 27 | 6  | 7  | 14 | 36 | 46 | -10  |
| 5    | ÍA Akranes           | 25  | 27 | 6  | 7  | 14 | 36 | 63 | -27  |
| 6    | Leiknir Reykjavik    | 21  | 27 | 5  | 6  | 16 | 28 | 66 | -38  |

|  | Relégation directe en deuxième division                                                                       |
|  | T : Tenant du titre L : Vainqueur de la Coupe de la Ligue islandaise 2022 P : Club promu de deuxième division |

#### Matchs
| Résultats (▼dom., ►ext.) | IAA | FAR | HAF | IBK | LEI | IBV |
| ÍA Akranes               |     | 3-2 |     |     |     | 3-2 |
| Fram Reykjavik           |     |     | 3-0 |     | 3-2 | 1-3 |
| FH Hafnarfjörður         | 1-2 |     |     |     | 4-2 |     |
| ÍBK Keflavík             | 3-2 | 4-0 | 2-3 |     |     |     |
| Leiknir Reykjavik        | 2-2 |     |     | 1-7 |     |     |
| ÍBV Vestmannaeyjar       |     |     | 2-1 | 2-1 | 1-0 |     |

## Bilan de la saison
| Championnat d'Islande de football 2022                             |                                 |
| Champion                                                           | Breiðablik Kópavogur (2e titre) |
| Coupes et trophées                                                 |                                 |
| Vainqueur de la Coupe d'Islande 2022                               | Víkingur Reykjavik              |
| Vainqueur de la Coupe de la Ligue islandaise                       | FH Hafnarfjörður                |
| Vainqueur de la Supercoupe d'Islande                               | Víkingur Reykjavik              |
| Qualifications continentales                                       |                                 |
| Ligue des champions de l'UEFA 2023-2024                            | Breiðablik Kópavogur            |
| Ligue Europa Conférence 2023-2024                                  | Víkingur Reykjavik              |
| Ligue Europa Conférence 2023-2024                                  | KA Akureyri                     |
| Promotions et relégations                                          |                                 |
| Promus en Championnat d'Islande de football                        | Fylkir Reykjavik                |
| Promus en Championnat d'Islande de football                        | HK Kópavogur                    |
| Relégués en Championnat d'Islande de football de deuxième division | ÍA Akranes                      |
| Relégués en Championnat d'Islande de football de deuxième division | Leiknir Reykjavik               |